# Pauridiantha
Genre
Pauridiantha est un genre de plantes de la famille des Rubiaceae.

## Liste d'espèces
Selon Catalogue of Life (27 septembre 2017) :
- Pauridiantha afzelii (Hiern) Bremek.
- Pauridiantha arcuata (S.E.Dawson) Smedmark & B.Bremer
- Pauridiantha barbata Ntore & Dessein
- Pauridiantha bequaertii (De Wild.) Bremek.
- Pauridiantha bridelioides Verdc.
- Pauridiantha callicarpoides (Hiern) Bremek.
- Pauridiantha camposii (G.Taylor) N.Hallé
- Pauridiantha canthiiflora Hook.f.
- Pauridiantha cauliflora (R.D.Good) Smedmark & B.Bremer
- Pauridiantha coalescens Ntore & Dessein
- Pauridiantha crystallina (N.Hallé) Smedmark & B.Bremer
- Pauridiantha dewevrei (De Wild. & T.Durand) Bremek.
- Pauridiantha divaricata (K.Schum.) Bremek.
- Pauridiantha efferata N.Hallé
- Pauridiantha floribunda (K.Schum. & K.Krause) Bremek.
- Pauridiantha hirsuta Ntore
- Pauridiantha hirtella (Benth.) Bremek.
- Pauridiantha insularis (Hiern) Bremek.
- Pauridiantha kahuziensis Ntore
- Pauridiantha kizuensis Bremek.
- Pauridiantha le-testuana (N.Hallé) Ntore & Dessein
- Pauridiantha liberiensis Ntore
- Pauridiantha liebrechtsiana (De Wild. & T.Durand) Ntore & Dessein
- Pauridiantha longistipula Ntore & Dessein
- Pauridiantha makakana (N.Hallé) Smedmark & B.Bremer
- Pauridiantha mayumbensis (R.D.Good) Bremek.
- Pauridiantha micrantha Bremek.
- Pauridiantha microphylla R.D.Good
- Pauridiantha muhakiensis Ntore
- Pauridiantha multiflora K.Schum.
- Pauridiantha paucinervis (Hiern) Bremek.
- Pauridiantha pierlotii N.Hallé
- Pauridiantha pleiantha Ntore & Dessein
- Pauridiantha pyramidata (K.Krause) Bremek.
- Pauridiantha rubens (Benth.) Bremek.
- Pauridiantha schnellii N.Hallé
- Pauridiantha schumannii (Bremek.) Smedmark & B.Bremer
- Pauridiantha setiflora (R.D.Good) Smedmark & B.Bremer
- Pauridiantha siderophila N.Hallé
- Pauridiantha smetsiana Ntore & Dessein
- Pauridiantha stipulosa (Hutch. & Dalziel) Hepper
- Pauridiantha sylvicola (Hutch. & Dalziel) Bremek.
- Pauridiantha symplocoides (S.Moore) Bremek.
- Pauridiantha talbotii (Wernham) Ntore & Dessein
- Pauridiantha triflora Ntore & Dessein
- Pauridiantha udzungwaensis Ntore & Dessein
- Pauridiantha uniflora Ntore & Dessein
- Pauridiantha verticillata (De Wild. & T.Durand) N.Hallé
- Pauridiantha viridiflora (Schweinf. ex Hiern) Hepper
- Pauridiantha ziamaeana (Jacq.-Fél.) Hepper

Selon NCBI (27 septembre 2017) :
- Pauridiantha afzelii
- Pauridiantha bridelioides
- Pauridiantha callicarpoides
- Pauridiantha canthiiflora
- Pauridiantha dewevrei
- Pauridiantha efferata
- Pauridiantha floribunda
- Pauridiantha hirtella
- Pauridiantha letestuana
- Pauridiantha liebrechtsiana
- Pauridiantha lyallii
- Pauridiantha mayumbensis
- Pauridiantha microphylla
- Pauridiantha paucinervis
- Pauridiantha pleiantha
- Pauridiantha pyramidata
- Pauridiantha schnellii
- Pauridiantha siderophila
- Pauridiantha sylvicola
- Pauridiantha symplocoides
- Pauridiantha talbotii
- Pauridiantha udzungwaensis
- Pauridiantha viridiflora

Selon The Plant List (27 septembre 2017) :
- Pauridiantha afzelii (Hiern) Bremek.
- Pauridiantha arcuata (S.E.Dawson) Smedmark & B.Bremer
- Pauridiantha barbata Ntore & Dessein
- Pauridiantha bequaertii (De Wild.) Bremek.
- Pauridiantha bridelioides Verdc.
- Pauridiantha callicarpoides (Hiern) Bremek.
- Pauridiantha camposii (G.Taylor) N.Hallé
- Pauridiantha canthiiflora Hook.f.
- Pauridiantha cauliflora (R.D.Good) Smedmark & B.Bremer
- Pauridiantha coalescens Ntore & Dessein
- Pauridiantha crystallina (N.Hallé) Smedmark & B.Bremer
- Pauridiantha dewevrei (De Wild. & T.Durand) Bremek.
- Pauridiantha divaricata (K.Schum.) Bremek.
- Pauridiantha efferata N.Hallé
- Pauridiantha floribunda (K.Schum. & K.Krause) Bremek.
- Pauridiantha hirsuta Ntore
- Pauridiantha hirtella (Benth.) Bremek.
- Pauridiantha insularis (Hiern) Bremek.
- Pauridiantha kahuziensis Ntore
- Pauridiantha kizuensis Bremek.
- Pauridiantha le-testuana (N.Hallé) Ntore & Dessein
- Pauridiantha liberiensis Ntore
- Pauridiantha liebrechtsiana (De Wild. & T.Durand) Ntore & Dessein
- Pauridiantha longistipula Ntore & Dessein
- Pauridiantha makakana (N.Hallé) Smedmark & B.Bremer
- Pauridiantha mayumbensis (R.D.Good) Bremek.
- Pauridiantha micrantha Bremek.
- Pauridiantha microphylla R.D.Good
- Pauridiantha muhakiensis Ntore
- Pauridiantha multiflora K.Schum.
- Pauridiantha paucinervis (Hiern) Bremek.
- Pauridiantha pierlotii N.Hallé
- Pauridiantha pleiantha Ntore & Dessein
- Pauridiantha pyramidata (K.Krause) Bremek.
- Pauridiantha rubens (Benth.) Bremek.
- Pauridiantha schnellii N.Hallé
- Pauridiantha schumannii (Bremek.) Smedmark & B.Bremer
- Pauridiantha setiflora (R.D.Good) Smedmark & B.Bremer
- Pauridiantha siderophila N.Hallé
- Pauridiantha smetsiana Ntore & Dessein
- Pauridiantha stipulosa (Hutch. & Dalziel) Hepper
- Pauridiantha sylvicola (Hutch. & Dalziel) Bremek.
- Pauridiantha symplocoides (S.Moore) Bremek.
- Pauridiantha talbotii (Wernham) Ntore & Dessein
- Pauridiantha triflora Ntore & Dessein
- Pauridiantha udzungwaensis Ntore & Dessein
- Pauridiantha uniflora Ntore & Dessein
- Pauridiantha verticillata (De Wild. & T.Durand) N.Hallé
- Pauridiantha viridiflora (Schweinf. ex Hiern) Hepper
- Pauridiantha ziamaeana (Jacq.-Fél.) Hepper

Selon Tropicos (27 septembre 2017) (Attention liste brute contenant possiblement des synonymes) :
- Pauridiantha afzelii (Hiern) Bremek.
- Pauridiantha arcuata (S.E.Dawson) Smedmark & B. Bremer
- Pauridiantha barbata Ntore & Dessein
- Pauridiantha bequaertii (De Wild.) Bremek.
- Pauridiantha bilocularis (R.D. Good) Bremek.
- Pauridiantha bridelioides Verdc.
- Pauridiantha butaguensis (De Wild.) Bremek.
- Pauridiantha callicarpoides (Hiern) Bremek.
- Pauridiantha camposii (G. Taylor) N. Hallé
- Pauridiantha canthiiflora Hook. f.
- Pauridiantha cauliflora (R.D. Good) Smedmark & B. Bremer
- Pauridiantha claessensii Bremek.
- Pauridiantha coalescens Ntore & Dessein
- Pauridiantha crystallina (N. Hallé) Smedmark & B. Bremer
- Pauridiantha dewevrei (De Wild. & T. Durand) Bremek.
- Pauridiantha divaricata (K. Schum.) Bremek.
- Pauridiantha efferata N. Hallé
- Pauridiantha floribunda (K. Schum. & K. Krause) Bremek.
- Pauridiantha hirsuta Ntore
- Pauridiantha hirtella (Benth.) Bremek.
- Pauridiantha holstii (K. Schum.) Bremek.
- Pauridiantha insculpta (Hutch. & Dalziel) Bremek.
- Pauridiantha insularis (Hiern) Bremek.
- Pauridiantha kahuziensis Ntore
- Pauridiantha kizuensis Bremek.
- Pauridiantha letestuana (N. Hallé) Ntore & Dessein
- Pauridiantha liberiensis Ntore
- Pauridiantha liebrechtsiana (De Wild. & T. Durand) Ntore & Dessein
- Pauridiantha longistipula Ntore & Dessein
- Pauridiantha lyallii (Baker) Bremek.
- Pauridiantha makakana (N. Hallé) Smedmark & B. Bremer
- Pauridiantha mayumbensis (R.D. Good) Bremek.
- Pauridiantha micrantha (A. Chev.) Bremek.
- Pauridiantha microphylla R.D. Good
- Pauridiantha muhakiensis Ntore
- Pauridiantha multiflora K. Schum.
- Pauridiantha paucinervis (Hiern) Bremek.
- Pauridiantha pierlotii N. Hallé
- Pauridiantha pleiantha Ntore & Dessein
- Pauridiantha pyramidata (K. Krause) Bremek.
- Pauridiantha rubens (Benth.) Bremek.
- Pauridiantha schnellii N. Hallé
- Pauridiantha schumannii (Bremek.) Smedmark & B. Bremer
- Pauridiantha setiflora (R.D. Good) Smedmark & B. Bremer
- Pauridiantha siderophila N. Hallé
- Pauridiantha smetsiana Ntore & Dessein
- Pauridiantha stipulosa (Hutch. & Dalziel) Hepper
- Pauridiantha sylvicola (Hutch. & Dalziel) Bremek.
- Pauridiantha symplocoides Bremek.
- Pauridiantha talbotii (Wernham) Ntore & Dessein
- Pauridiantha triflora Ntore & Dessein
- Pauridiantha udzungwaensis Ntore & Dessein
- Pauridiantha uniflora Ntore & Dessein
- Pauridiantha venusta N. Hallé
- Pauridiantha verticillata N. Hallé
- Pauridiantha viridiflora (Schweinf. ex Hiern) Hepper
- Pauridiantha ziamaeana (Jacq.-Fél.) Hepper